# علم زائف
ينطوي العلم الزائف (بالإنجليزية: Pseudoscience) على التصريحات، أو الاعتقادات أو الممارسات التي يُدَّعَى بأنها علمية وحقيقية معاً، دون أن تكون متوافقة مع المنهجية العلمية، وما يميز العلم الزائف في العادة اتسام ادعاءاته بالتناقض أو المبالَغة أو عدم قابليتها للدحض، حيث يعتمد على الانحياز التأكيدي عوضاً عن المحاولات الصارمة لتفنيد ذاته.
كما يبرز أيضاً من صفات العلم الزائف عدم انفتاحه وتقبله لتقييم الخبراء الآخرين، وغياب الممارسات المنهجية في تطوير نظرياته المزعومة، والتمسك بها حتى بعد مرور زمن طويل على إفقادها لمصداقيتها بالتجربة والدليل، ويعتبر مصطلح العلم الزائف ازدرائياً، لأنه بذلك يشير إلى تقديم فكرة ما على اعتبار أنها علم بشكل خاطئ أو حتى مضلل، بينما يجادل ممارسو العلم الزائف أو مؤيدوه غالباً بعدم صحة هذه السمات.
وينتج عن تعيين الحد الفاصل بين العلم والعلم الزائف آثار فلسفية وعلمية، بعضها ضمن سياق عملي، كما في حالات الرعاية الصحية، وشهادة الخبراء، والسياسات البيئية، وتدريس العلوم.
ويُعتبر تمييز الحقائق والنظريات العلمية من الاعتقادات العلمية الزائفة، كتلك المشاهَدة في علم التنجيم، والخيمياء، والطب البديل، والمعتقدات التنجيمية والسحرية وعلم الخَلق، جزءاً من تدريس العلوم والتنور العلمي.
قد تنجم عن العلم الزائف عواقب سلبية على العالم الحقيقي، فمثلاً يقدم الناشطون المعارضون للقاحات دراسات علمية زائفة تدعو بشكل مغلوط للتساؤل حول مأمونية اللقاحات، كما يسوق البعض لأدوية معالجة شبيهة غير حاوية حقاً على مواد فعالة كعلاج للأمراض المميتة.

## أصل الكلمة
يُشتق مصطلح علم زائف بالإنجليزية (pseudoscience) من الجذر اليوناني (pseudo)، أي «خاطئ»، والكلمة الإنكليزية (science) المشتقة من (scientia) اللاتينية، والتي تعني «المعرفة» أو «العلم».
وعلى الرغم من استخدام هذا المصطلح منذ أواخر القرن الثامن عشر على الأقل (على سبيل المثال عام 1796 من قِبل جيمس بِتيت آدنروز إشارةً إلى الخيمياء)، إلا أنه انتشر أكثر كمفهوم مختلف عن العلم الحقيقي خلال أوساط القرن التاسع عشر، ومن أوائل استخدامات هذا المصطلح ذِكره في مقالة في الإصدار الـ387 من دورية «نورثرن جورنال أوف ميديسن» (Northern Journal of Medicine) عام 1844 كما يلي:
وكان قد استخدم الأخصائي الفرنسي في علم النفس فرانسوا ماجيندي هذا المصطلح مسبقاً عام 1843، وخلال القرن العشرين، وُظّف مصطلح العلم الزائف على نحو مزدرٍ لوصف تفسيرات الظواهر التي زُعِمت علميتها، لكنها لم تُدعّم في الحقيقة بأي دليل تجريبي موثوق.
بينما تم استعمال المصطلح ذاته من حين لآخر بسياق أكثر رسمية أو تقنية، استجابةً لخطر ملموس ما على الأمن الفردي والمؤسساتية في الأُطُر الاجتماعية والثقافية.

## تصنيف العلم الزائف
قام الفلاسفة بتصنيف أنواع المعرفة، ففي الإنكليزية تستخدم كلمة «علم» (science) للدلالة بالتحديد على العلوم الطبيعية والمجالات المتعلقة بها، والمسماة بالعلوم الاجتماعية.
وقد يختلف بعض فلاسفة العلم على الحدود الدقيقة للتصانيف –على سبيل المثال، هل تُعد الرياضيات أقرب للدراسة الفلسفية للمنطق وبالتالي لا تُعتبر علماً؟– ولكنهم يتفقون جميعاً أن كل الأفكار التي ليست علمية هي بالفعل لا علمية.
وتتضمن الفئة الواسعة للمجالات اللاعلمية جميع ما يخرج عن العلوم الطبيعية والاجتماعية، كدراسة التاريخ، والميتافيزيقيا، والدين، والفن والإنسانيات.
وبتقسيم هذه الفئة مجدداً، تُعتبر الادعائات غير العلمية مجموعة فرعية من الفئة الواسعة للادعائات اللاعلمية، وهي تتضمن كلما يتعارض مباشرة مع العلم النافع، كالعِلمين الرديء – مثل ارتكاب خطأ أثناء محاولة بنيّة صالحة دراسة شيء ما عن العالم الطبيعي– والزائف، ما يعني أن العلم الزائف مجموعة فرعية من الفئة غير العلمية، التي تنتمي بدورها للفئة اللاعلمية.

## علاقته بالعلم
يختلف العلم الزائف عن العلم الحقيقي، رغم أنه يدّعي بكونه أيضاً علماً حقيقياً، ولكنه لا يلتزم بالمعايير العلمية المقبولة، كالمنهج العلمي، وقابلية نقص الاتفتراضات، ومبادئ مرتون.

### المنهج العلمي

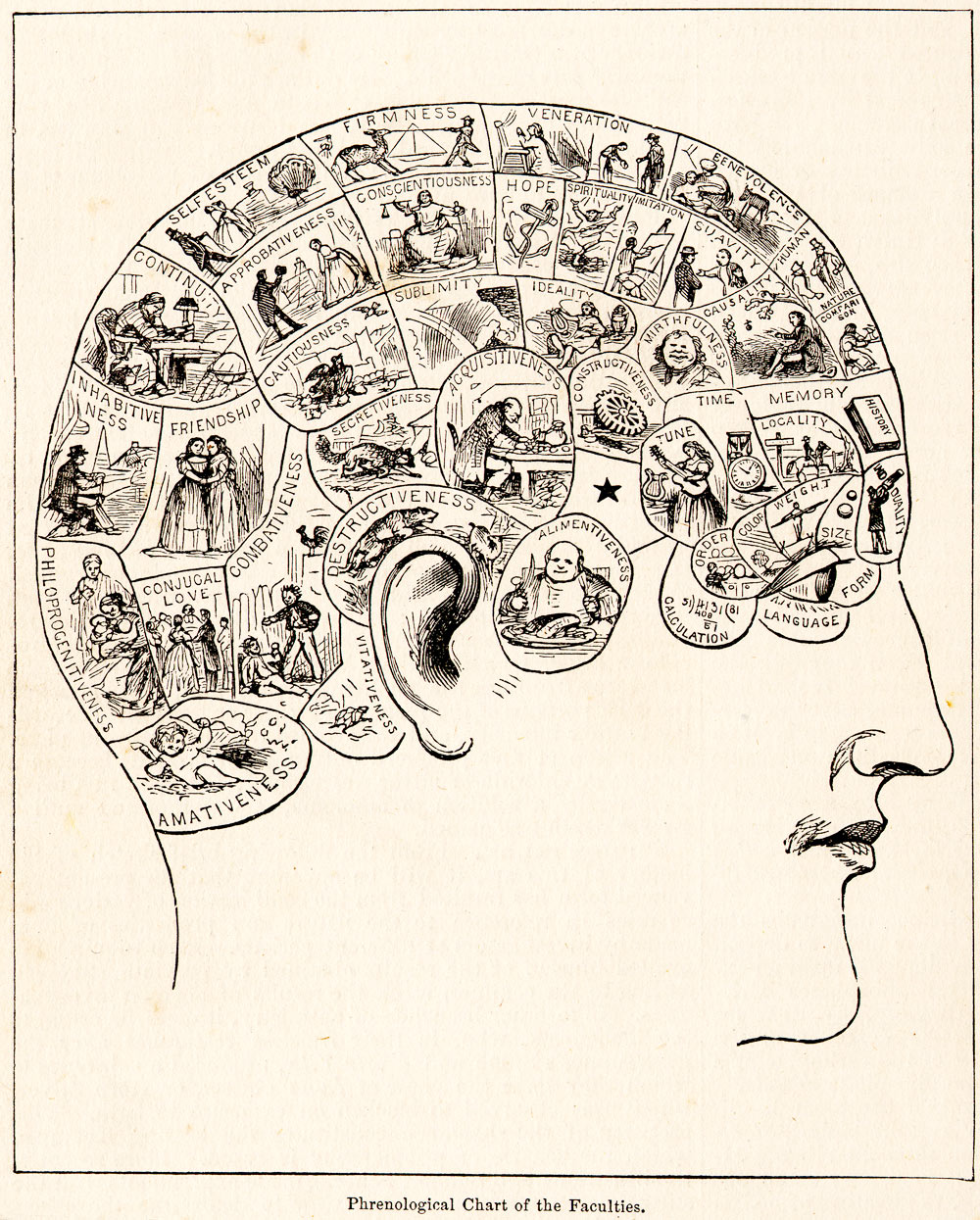
مخطط نموذجي لفراسة الدماغ: أدّعى علماء «فراسة الدماغ» خلال عشرينيات القرن التاسع عشر أن عقل الإنسان يتوضع في إحدى باحات الدماغ، وقد تعرضوا للانتقادات لاعتقادهم أن العقل ناشئ عن روح غير مادية، وقد دُحِضت أفكارهم هذه من خلال فحص شكل الجمجمة للتنبؤ بالخواص الشخصية للفرد لاحقاً، علماً أنه تم اعتبار «فراسة الدماغ» علماً زائفاً عام 1843 ويستمر اعتبارها كذلك حتى يومنا هذه.

أتفق المجتمع العلمي على عدد من المبادئ المعتمدة كمعايير لتحديد ما إن كان هيكل أو منهج معرفي أو ممارسة ما علميةً أم لا، وينبغي أن تكون النتائج التجريبية متناتجة (أي قابلة للتكرار) ومُصدَّقة من قبل باحثين آخرين ضمن المجال الواحد، وتهدف هذه المبادئ للتأكد من تناتجية التجارب بطريقة قابلة للقياس بوجود الشروط ذاتها، ما يسمح بالمزيد من التحريات لتحديد صحة وموثوقية الفرضية أو النظرية المدروسة والمترابطة مع الظواهر المعطاة.
وتتطلب هذه المعايير تطبيق المنهج العلمي أثناء البحث، والحد من الانحياز أو إقصائه تماماً من خلال التعشية، وعدالة أخذ العينات، وتعمية الدراسات، وأساليب أخرى، وينبغي توثيق جمع المعطيات المجموعة، بما فيها الشروط التجريبية أو البيئية، من أجل الفحص الدقيق، كما يجب أن تتوفر النظرية لمراجعة الأقران، ما يسمح بإجراء المزيد من التجارب والدراسات لتأكيد النتائج أو نقضها، كما تعتبر القياسات الإحصائية للدلالة، ومجال الثقة وهامش الخطأ أدوات مهمة أيضاً في المنهج العلمي.

### قابلية الدحض
في أواسط القرن العشرين أكد الفيلسوف كارل بوبر على معيار قابلية الدحض لتفريق ما هو علمي عن اللاعلمي، فتكون الافتراضات، أو الفرضيات أو النظريات قابلة للدحض أو التفنيد إذا توفرت فيها الاحتمالية المتأصلة لإثبات زيفها، أي إن كان من الممكن تصوّر مشاهدة أو مجادلة تنقضها.
واستخدم بوبر علم التنجيم والتحليل النفسي كأمثلة على العلم الزائف، ونظرية أينشتاين النسبية كمثال على العلم الحقيقي، كما قسّم اللاعلم إلى أصناف فرعية شملت صيغاً فلسفية، ورياضية، وأسطورية، ودينية، وغيبية من جهة، ومن جهة أخرى صيغاً علمية زائفة، بيد أنه لم يقدم معايير واضحة للاختلاف بين الاثنين.
ومن الأمثلة الأخرى على الحاجة الواضحة لأن تكون الادعاءات قابلة للنقض ما ورد في كتاب كارل ساغان «عالم تسكنه الشياطين: الفكر العلمي في مواجهة الدجل والخرافة» (The Demon-Haunted World: Science as a Candle in the Dark)، عن مناقشة التنين الخفي الموجود في مرآبه.
إذ تكمن الفكرة بعدم توفر اختبار فيزيائي ملموس لدحض ادعاء وجود هذا التنين، فأياً كان الاختبار المبتكّر، سيترافق مع أسباب تجعله لا ينطبق على التنين الخفي، لذا سيستحيل إثبات عدم صحة الادعاء الأساسي.
ويختتم ساغان هذا المحاججة: «والآن، ما الفرق بين تنين خفي طائر وغير ملموس يبصق ناراً بدون حرارة، وعدم وجود تنين على الإطلاق؟» وبالتالي يشير إلى أن عدم القدرة على دحض فرضية لا يماثل إثبات مصداقيتها أبداً، موضحاً مجدداً أن ذاك الادعاء حتى لو كان صحيحاً فعلاً، فإنه يقبع خارج نطاق البحث العلمي.

### مبادئ ميرتون
في عام 1942، حدد روبيرت كيه. ميرتون مجموعة من خمس مبادئ عرّفها على أنها ما يؤسس العلم الحقيقي، وإذا خرق مشروع ما أياً منها، اعتبره ميرتون لاعلماً، مع العلم أن هذه المبادئ غير مقبولة على نطاق واسع في المجتمع العلمي، وهي:
- الأصالة: يجب أن تقدم الاختبارات والأبحاث المجراة أفكاراً جديدة للمجتمع العلمي.
- عدم الانحياز: يجب أن تكون أهداف العلماء في البحث محصورة ببساطة في إغناء المعرفة، دون أن يمتلكوا أية دوافع شخصية لتوقع نتائج محددة.
- العمومية: يجب ألا تكون سهولة الحصول على معلومات عن بحث ما متفاوتة بين الأشخاص، وألا تشكل الطبقة الاجتماعية، أو الدين، أو العرق، أو أية عوامل شخصية أخرى محددات لقدرة الفرد على تلقي أنماط العلوم أو ممارستها.
- الشكوكية: يجب ألّا تُبنى الحقائق العلمية على الإيمان التام بها، إذ يجب على المرء التشكيك دوما بكل قضية أو مناقشة علمية والتحقق من وجود أخطاء أو ادعاءات مغلوطة فيها.
- إتاحته للعموم: يجب أن تصبح أية معرفة علمية محققة متاحة للجميع، وأن تُنشر نتائج أي بحث وتُشارك مع المجتمع العلمي.[20]

### رفض الاعتراف بالمشاكل
في عام 1978، اقترح بول ثاغارد إمكانية تمييز العلم الزائف مبدئياً عن العلم الحقيقي عندما تكون نظريته أقل تقدمية من النظريات البديلة على امتداد فترة طويلة من الزمن، ويفشل مؤيدوه في الاعتراف بمشاكل تلك النظرية ومعالجتها.
وفي عام 1983، قدّم ماريو بونخي تصنيفاً لـ«مجالات الاعتقاد ومقابلاتها في البحث» لتسهيل التمييز بين العلمين الزائف والحقيقي، حيث تُعتبر الأولى بشكل أساسي شخصية وغير موضوعية، بينما تتضمن الأخيرة طريقة منهجية معينة.

### انتقاد المصطلح
جادل فلاسفة العلم أمثال بول فايرباند بأن التفريق بين العلم واللا علم غير ممكن ولا مرغوب، وتتضمن المسائل التي تجعل ذلك صعباً المعدلات المختلفة للتطور بين النظريات وأساليب العلم في الاستجابة للمعطيات الجديدة.
واقترح لاري لودان أن العلم الزائف لا يمتلك أي مغزى علمياً ويُستخدم غالباً لوصف المشاعر، فقال: «إذا تم احتسابنا من طرف المنطق، ينبغي لنا أن تتخلى عن مصطلحات كـ«علم زائف» أو «غير علمي»، فهي مجرد عبارات فارغة تشير إلى انفعالاتنا.» 
وبشكل مشابه صرّح ريتشارد ماكنالي: «لقد تجاوز مصطلح «العلم الزائف» كونه تعبيراً طنّاناً تحريضياً لصرف النظر عن آراء الخصوم بسرعة في مقتطفات المقابلات الإعلامية،» وأضاف: «عندما يتدخل رواد أعمال الصناعات الدوائية ويطلقون ادعاءات، يجب ألا نضيع الوقت بتحديد ما إن كانت مداخلاتهم تعتبر علماً زائفاً، وإنما ينبغي سؤالهم: هل ادعاءاتكم فعالة؟ وما هي أدلتكم على ذلك؟» 

## تاريخ العلم الزائف
وهو دراسة لنظريات العلم الزائف عبر الزمن، ويصعب التمييز بين تاريخ العلم وتاريخ العلم الزائف، بسبب تطور بعض العلوم انطلاقاً من العلم الزائف، مثل الكيمياء، والتي تعود أصولها لدراسة الخيمياء العلمية الزائفة أو السابقة للعلم.
كما يعقّد التنوع الكبير للعلوم الزائفة تاريخ العلم، إذ تعود بعضها، كالتنجيم والوخز بالإبر، للعصر السابق للعلم، بينما تطور بعضها الآخر كجزء من أيديولوجية معينة، مثل الليسينكووية، أو استجابةً للمخاطر المتصوّرة لأيديولوجية ما، مثل علم الخلق والتصميم الذكي، واللذان تطورا استجابة لنظرية التطور.

## تمييز العلم الزائف

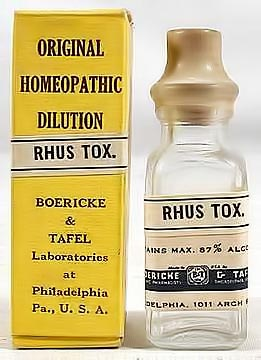
مستحضر طبي بديل مشتق من اللبلاب السام.

يمكن اعتبار موضوع ما، أو ممارسة أو هيكل معرفة علماً زائفاً بإنصاف عندما يُقدَّم متوافقاً مع مبادئ البحث العلمي، ولكنه يفشل بإثبات تحقيقه لتلك المبادئ.
ووضّح كارل بوبر أنه لا يكفي تمييز العلم الحقيقي عن العلم الزائف أو ما رواء الطبيعة (كالتساؤل الفلسفي حول معنى الوجود) بمعايير الالتزام الصارم بالمنهجية التجريبية، والتي تُعتبر استقرائية بطبيعتها، بالاعتماد على المشاهدات أو التجربة.
واقترح طريقة بديلة للتمييز بين المناهج التجريبية الأصيلة، وغير التجريبية، وحتى التجريبية الزائفة، وضرب التنجيم كمثال على الأخيرة، والذي يناشد للمشاهدة والتجربة، ورغم إظهاره أدلة تجريبية مدهشة بناءً على مشاهدات للطوالع والسير الذاتية، إلا أنه فشل بشكل ذريع في توظيف المعايير العلمية المقبولة.
كما قدّم بوبر قابلية الدحض كمعيار مهم لتمييز العلم الحقيقي عن الزائف، ولتوضيح ذلك شرح حالتين من السلوك البشري وتفسيرات نموذجية من نظريات سيغموند فرويد وألفريد أدلر: «سلوك رجل يدفع بطفل إلى الماء بنية إغراقه، وآخر يضحي بحياته لمحاولة إنقاذ ذاك الطفل.»
فمن وجهة نظر فرويد، ربما يكون الأول قد عانى من كبت سابق في حياته يعود غالباً لعقدة أوديب، بينما يكون الأخر قد توصل للتعلية النفسية، أما أدلر فيعتقد ان كلا الرجلين قد عانيا من عقدة الدونية وشعرا بضرورة إثبات نفسيهما، وهو ما دفع الأول لارتكاب جريمة والثاني للإنقاذ.
بينما استخدم بول أر. ثاغارد علم التنجيم كدراسة حالة لتفريق العلم الحقيقي عن الزائف، واقترح مبادئ ومعايير لتحديدهما، فبدايةً لم يتم تحديث علم التنجيم منذ عصر بطليموس، وثانياً تجاهل القضايا البارزة كالمبادرة المحورية في علم الفلك، وثالثاً قد تطورت نظريات بديلة عن الشخصية والسلوك لتشكل تفسيرات الظواهر التي يعزوها التنجيم دوماً لقوى خارقة.
وأشار البند الرابع إلى استمرارية عدم اهتمام المنجّمين بتوسيع النظرية للتعامل مع تلك القضايا البارزة أو التقييم الانتقادي لها فيما يتعلق بنظريات أخرى، وقد نوى ثاغارد تطبيق تلك المعايير على مجالات أخرى غير التنجيم، إذ اعتقد بأنها ستصف زيف ممارسات كالسحر والاعتقادات المتعلقة بالأهرامات، تاركاً الفيزياء والكيمياء والأحياء ضمن نطاق البحث العلمي.
كما لم تلاقِ دراسة الإيقاع الحيوي، والتي اعتمدت كما التنجيم دون تمحيص على تواريخ الولادة، معايير العلوم الزائفة بذلك الوقت، لعدم تواجد تفسيرات بديلة للمشاهدات ذاتها، علماً أنّ استخدام هذه المعاييرقد يؤدي لاعتبار نظرية ما علمية أحياناً وزائفة في حين آخر.
ويمكن تمييز العلم أيضاً عن الوحي، أو اللاهوت أو الروحانية من خلال انطباعاته على العالم المحسوس التي يمكن تحقيقها بالبحث التجريبي والاختبار، وتتعلق أبرز الجدالات بتطور الكائنات الحية، وفكرة الأصل المشترك، والتاريخ الجيولوجي للأرض، وتشكّل النظام الشمسي وأصل الكون.
إذ لا تعتبر أنظمة الاعتقادات المشتقة من المعرفة الإلهية أو المستوحاة علماً زائفاً إذا لم تدّعي بالأصل بأنها علمية أو قادرة على قلب العلوم الراسخة، علاوة على أن بعض الادعاءات الدينية، كالقدرة على الصلوات الشفاعية لعلاج المرضى، قابلة للاختبار بمنهجية علمية رغم أنها مبنية على اعتقادات غير قابلة للتجريب.

### مؤشرات على الوجود المحتمل للعلم الزائف

#### استخدام ادعاءات مبهمة أو مبالغة غير قابلة للاختبار
- الجزم بالادعاءات العلمية المبهمة عوضاً عن الدقيقة، والافتقار لقياسات محددة[35]
- الجزم بادعاء ذو قدرة تفسيرية ضعيفة أو معدومة[30]
- الفشل في استخدام التعاريف الإجرائية، بمعنى آخر عد إتاحة تعاريف المتغيرات، والمصطلحات أو الأشياء المهمة للعموم حتى يتسنى لأشخاص آخرين غير الفرد المعّرف قياسها أو اختبارها بشكل مستقل. (اقرا أيضاً: التنتاجية)
- الفشل في الاستفادة المنطقية من مبدأ نصل أوكام في التقتير (والذي يشير إلى تجنب إكثار الموجودات بغير مسوغ)[36]
- استخدام اللغة المغمّضة، ولغات اصطلاحية تقنية واضحة لمحاولة إكساب الادعاءات هيئة سطحية مشابهة للعلوم.
- نقص الشروط المقيِّدة: إذ تمتلك معظم النظريات العلمية المدعمّة جيداً حدوداً مفصّلة بعناية إما ان تندرج ضمنها الظواهر المتوقّعة أو لا تندرج.[37]
- الافتقار لضوابط فعالة، كأساليب الغُفل والتعمية المزدوجة المستخدمة في تصميم التجارب العلمية.
- الافتقار لاستيعاب المبادئ الأساسية الراسخة للفيزياء والهندسة[38]

#### الاعتماد المفرط على التأكيد عوضاً عن التفنيد
- التأكيدات التي لا تتيح الاحتمال المنطقي لنقض الافتراضات بالمشاهدة أو التجربة الملموسة[17][39]
- تأكيدات افتراضات نظرية ما بأنها تتوقع شيئاً لم تثُبت في الحقيقة توقعه،[25] إذ تُعتبر الادعاءات العلمية التي لا تمنح أية قدرة تنبؤية «تخمينات» بأفضل حالاتها، و«علماً زائفاً» بأسوأها[40]
- التأكيدأت التي تدعي بأن ما لم يتم إثبات بطلانه هو صحيح بالضرورة، والعكس صحيح.[41]
- الاعتماد المفرط على الشهادات أو الأدلة اللفظية: إذ قد تكون هذه الأدلة مفيدة في سياق الاكتشاف (أي توليد الفرضية)، ولكن ينبغي ألا تُستخدم في سياق تبريرها.[42]
- تقديم المعطيات التي تدعم الادعاء، وقمع تلك التي تناقضه أو تعترضه[43] ، وهو مثال على الانحياز في الاختيار.
- نشر حقائق مبالَغة أو ادعاءات غير مُدققة كانت قد نُشرت من قبل في مكان آخر، ويسمى تراكم التقارير الثانوية غير الانتقادية كهذه، والتي لا تساهم بشكل آخر في التحرّي بالتجربة، تأثير ووزل.[44]
- دليل الغياب: يطرح العلم عبء الإثبات على عاتق مُطلقي الادعاءات، وليس على النقاد، فقد تهمل جدالات العلم الزائف هذا المبدأ وتطالب بإثبات المشككين أن الادعاء باطل بالمطلق، علماً أن من المستحيل إثبات سلبية عمومية، وبذلك تضع هذه الاستراتيجية عبء الإثبات بشكل خاطئ على عاتق المشككين بالادعاء عوضاً عن مدّعيه.[45]
- مقاربة الكلّانية عوضاً عن الاختزالية: إذ يتجه داعمو الادعاءات العلمية الزائفة، وخصوصاً في مجالات المعالجة العضوية، والطب البديل، والاعتلال العصبي والصحة النفسية، لما يسمى «شعار الكلانية»، لنبذ النتائج السلبية.[46]

#### عدم الانفتاح لاختبارات مختصّين آخرين
- تلافي مراجعة الأقران قبل الترويج للنتائج، ويسمى ذلك بـ«العلم الصادر بالمؤتمرات الصحفية»[45][47] إذ يرفض بعض مؤيدي الأفكار التي تناقض النظريات العلمية المقبولة إخضاع أفكارهم لمراجعة الأقران، محتجين أحياناً بانحيازها تجاه النماذج العلمية الراسخة، وفي أحيان أخرى بعدم إمكانية تقييم التأكيدات باستخدام المناهج العلمية المعيارية.[46]
- تطلب بعض الوكالات، والمعاهد ومنصات النشر، التي تموّل البحث العلمي، من الباحثين المؤلفين أن يشاركوا معطياتهم حتى يتسنى للآخرين تقييمها بشكل مستقل، ويساهم فشل تأمين معلومات كافية للباحثين الآخرين لتكرار تلك الادعاءات إلى نقص الانفتاح.[48]
- مناشدة الحاجة لمعرفة سرية أو امتلاكية عندما يتم طلب مراجعة مستقلة للبيانات أو المنهجية.[48]

#### غياب التطور
- فشل التقدم لاكتساب المزيد من الأدلة على الادعاءات [39]
- الافتقار للتصحيح الذاتي: قد تقترف برامج الأبحاث العلمية أخطاءً، ولكنها تحاول الحد منها عبر الزمن،[49][50] بالمقابل عندما لا تتغير بعض الادعاءات رغم الأدلة المناقشة لها، فإنها تعتبر علماً زائفاً.
- عدم تحسن الدلالة الإحصائية للنتائج التجريبية الداعمة مع الوقت، وبقاؤها على حافة القيمة غالباً، فعادة تتحسن التقنيات التجريبية أو تتكرر التجارب، معطية أدلة أقوى، أما إن لم تتحسن الدلالة الإحصائية، فإن ذلك يشير عادة إلى أن التجارب قد كُررّت فقط للوصول إلى نجاح بسبب متغيرات الصدفة.

#### إضفاء الطابع الشخصي على القضايا
- محاولة تأكيد الادعاءات باعتبار النقاد أعداءً لداعميها.[51]
- مهاجمة شخصية أي فرد يحاول التشكيك بتلك الادعاءات ودوافعه.

#### استخدام لغة مضللة
- اصطناع مصطلحات تبدو علمية لإقناع الأشخاص غير الخبيرين بالتصديق بافتراضات قد تكون مغلوطة أو بلا مغزى، فعلى سبيل المثال أشارت خدعة لأمد طويل إلى الماء باسم رسمي له يندر استعماله، وهو «أحادي أكسيد ثنائي الهيدروجين»، ووصفته على أنه المكون الأساسي لمعظم المحاليل السامة، وذلك للدلالة على سهولة تضليل الرأي العام.

## الحدود مع العلم الحقيقي
في فلسفة العلم وتاريخه، يؤكد إيمري لاكاتوس على الأهمية الاجتماعية والسياسية لمسألة التمييز المنهحي بين العلمين الحقيقي والزائف، ويقترح تحليله التاريخي المميز للمنهجية العلمية بناءً على البرامج البحثية:
«يعتبر العلماء التوقعات النظرية الناجحة للحقائق الجديدة المدهشة، مثل عودة مذنّب هالي أو انحناءات أشعة الضوء في حقول الجاذبية، ما يخطّ حدود النظريات العلمية النافعة مع تلك الزائفة الردئية.»
ويقدم لاكاتوس تحليلاً تخطيئياً جديداً للدينياميكيات السماوية وفق نيوتن، وهي مثاله التاريخي المفضل في منهجيته، وقد سعى أيضاً لإصلاح عقلانية مبدأ التفنيد الخاص ببوبر بما بدا مفنداً لذاته بالعودة للتاريخ، فأشار:
ولكن العلماء من جهة أخرى، يشكّكون حتى بأفضل نظرياتهم، فتعد التي وضعها نيوتن أقوى نظرية أنتجها العلم حتى الآن، ولكن نيوتن بذاته لم يصدق يوماً بأن الأجسام تجذب بعضها عبر مسافات بعيدة، لذا لا تستطيع أي درجة من التسليم بالاعتقادات أن تجعلها علماً.
في الحقيقة، تشكل الشكوكية بدرجة معينة السمة الأساسية للسلوك العلمي، حتى تجاه أعز نظريات العاِلم الفرد على نفسه، إذ لا يُعد التسليم الأعمى بنظرية ما فضيلة فكرية، وإنما بالحقيقة جريمة فكرية.

## السياسة والصحة والتعليم

### الدلالات السياسية
لقد أثارت مسألة التمييز بين العلمين الحقيقي والزائف جدالاً في مجالات العلم، والفلسفة والسياسة، فقد أشار إيمري لاكاتوس على سبيل المثال أن الحزب الشيوعي التابع للاتحاد السوفييتي أعلن في مرحلة ما أن الوراثة المندلية علم زائف، ورحّل مؤيديها، بما فيهم علماء قديرون كنيقولاي فافيلوف، إلى غولاغ، كما أشار أيضاً إلى منع المؤسسات الليبرالية في الغرب لحرية التعبير عن المواضيع التي اعتبرتها علماً زائفاً، وخصوصاً عند مواجهة العادات الاجتماعية.
يصبح العلم زائفاً عندما لا يمكن فصله عن الإيديولوجيا، أو عندما يقدم العلماء نتائجه بشكل خاطئ للترويج أو جذب انتباه العموم، وكذلك حين يحرّف السياسيون، والصحفيون، والنخبة المثقفة في أمّة ما الحقائق العلمية لمكاسب سياسية قصيرة الأمد، أو حين يخلط أفراد أصحاب نفوذ في المجتمع الأسباب والعوامل المساعدة مع التلاعب الحذق بالمفردات، إذ تقلل هذه الأفكار من قوة العلم، وقيمته، ونزاهته واستقلاله في المجتمع.

### الدلالات الصحية والتعليمية
لتمييز العلم الحقيقي عن الزائف دلالات عملية فيما يخص الرعاية الصحية، وشهادة الخبراء، والسياسات البيئية وتدريس العلوم، فقد تكون المعالجة بطرق مسموحة علمياً، دون إخضاعها مسبقاً لاختبار علمي حقيقي، غير فعالة، ومكلفة وخطيرة على المرضى، وقد تربك مقدمي الرعاية، وشركات التأمين، وصانعي القرارات الحكومية وعامة الشعب حول ماهية المعالجة الملائمة، كما قد تؤدي الادعاءات التي يقدمها العلم الزائف إلى اتخاذ قرارات خاطئة فيما يخص اختيار المناهج التعليمية.
ويذكر فريدمان أسباب تجنب أغلب العلماء للتوعية حول العلوم الزائفة، ومن بينها أن إعطاء تلك العلوم أهمية غير ضرورية قد يبجّلها، وبالمقابل، يؤكد بارك على كيفية تهديد العلوم الزائفة للمجتمع، ويعتقد بأنه من واجب العلماء تعليم كيفية التمييز بينها وبين العلم الحقيقي.
ويستخدم المشعوذون العلوم الزائفة، كالمعالجة المثلية، حتى وإن كانت حميدة بالعموم، ويشكل ذلك مسألة خطيرة لأنه يمكّن ممارسين غير أكفاء من تقديم الرعاية الصحية، إذ لا تخلو الرعاية الصحية اللاعقلانية من الأذى، ومن التهور السماح للمرضى بأن يثقوا بالعلوم الزائفة.
وفي الثامن من ديسمبر/كانون الأول عام 2016 أشار مايكل ليفاين في مقالته على الموقع الإلكتروني بزنس إنسايدر عن المخاطر المترتبة عن صفحة ناتشورال نيوز الإلكترونية: «روّج بائعو زيت الافعى لقدراته العلاجية الكاذبة منذ بداية تاريخ الطب، وما تفعله مواقع إلكترونية مثل ناتشورال نيوز اليوم هو إغراق وسائل التواصل الاجتماعي بعلوم زائفة معارضة للأدوية واللقاحات والطعام المحوّر جينياً، معرّضة حيوات الملايين للخطر.»

## مواقع خارجية
- تشريح العلوم الزائفة - الطبيب ستيفن نوفيلا (بالإنجليزية)
- مناظرة العلماء المزيفون - فل بليت (بالإنجليزية)
- الدكتور روري كوكر - تمييز العلوم عن العلوم الزائفة (بالإنجليزية)